# Нэф
Нэф (сагыр кэф, глухой кяф) — 28-я буква османского алфавита, обозначает велярный носовой согласный. Нэф — это синоглиф буквы Ң, применяемой в современных стандартах ряда тюркских письменностей. С 1982 года нэф официально используется в Китае для уйгурского, казахского и киргизского языков.
Графически нэф является омоглифом арабской буквы кяф с дополнительными точками и имеет соответствующее правописание:
- в связанном положении —
- самостоятельно —